# Hermann Schievelbein

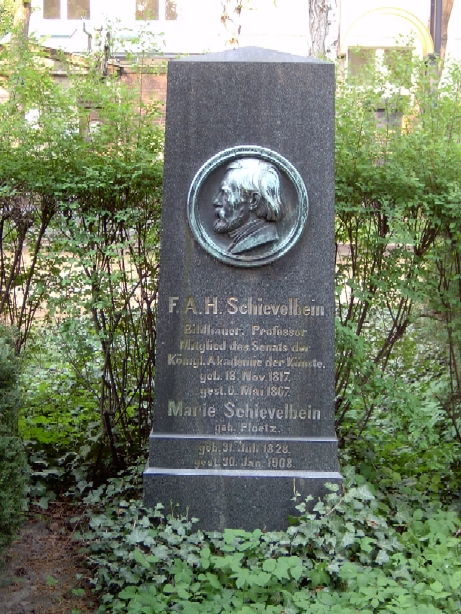
Sírja Berlinben

Hermann Schievelbein (Berlin, 1817. november 18. – Berlin, 1867. május 6.) német szobrász. 

## Pályafutása
Először Carl Friedrich Trautmann tájképfestő tanította, majd beiratkozott a berlini akadémiára. 1835 és 1838 között Wichmannak volt tanítványa. Tanulmányainak befejezése után kisebb megszakítással három évig Szentpéterváron dolgozott. Hazatérése után elnyerte az állami díjat, a vele járó pénzösszeg lehetővé tette, hogy 1843-ban Itáliába látogasson, ahonnan 1844-ben tért újból haza. 1850-ben a berlini akadémia tagja, 1860-ban tanár lett. Művei közül említendők: Pallas a fegyverek használatára oktatja a harcost (berlini palotahíd); Stein emlékszobra Berlinben; az apostolok szobrai az egyik helsingforsi templomban; a Pompeii pusztulását ábrázoló domborművű képszalag a berlini új múzeumban; salzai Herman szobra a marienburgi hídon stb.